# مبخوت (اسم)
مبخوت هو اسم علم مذكر من أصل عربي، ومعناه هو المحظوظ.

## شخصيات تحمل الاسم
- مبخوت زغمان (1949 – )
- مبخوت مبارك مرعي (سياسي يمني، 1966 – )

## وصلات خارجية
- موسوعة السلطان قابوس لأسماء العرب